# Utesittning
Utesittning kallas en typ av meditation, kontemplation eller schamanism som genomförs nattetid, vanligen i avskildhet. Den är ett sätt att söka kontakt med andevärlden och därifrån få inblick och kunskap. Bruket har tagits upp inom nyhedendomen utifrån skildringar i den isländska sagalitteraturen och från andra traditioner.

## Nordiskt källmaterial
Nordiska medeltida lagar förbjuder útiseta at vekja troll upp ok fremja heiðni, "sitta ute och väcka upp troll och praktisera hedendom". Ordet útiseta kan översättas med “sitta ute” och trots dödsstraff omtalar källmaterialet inte något om att straffet utdömts under medeltiden. 
Det är mycket oklart hur formuleringen I lagarna ska tolkas, vanligen har forskare tolkat det som kontemplation under bar himmel. Några har tolkat lagtexten mer bokstavligt, en spådomsmetod som tagit hjälp av kraft från döda eller andar. Andra har uppfattat det mer allmänt, som en forntida motsvarighet till det som numera kallas mystik.

## Övrigt etnografiskt källmaterial
Många har sett paralleller till vision quest bland Nordamerikas indianer, och motsvarigheter i andra kulturer, exempelvis hos inuiter. 